# Prémian
Prémian é uma comuna francesa na região administrativa de Occitânia, no departamento de Hérault. Estende-se por uma área de 16,69 km². Em 2010 a comuna tinha 521 habitantes (densidade: 31,2 hab./km²).